# 빛누리실버연극단
빛누리실버연극단은 제주특별자치도에서 설치한 노인보호전문기관에서 운영하는 노인 연극단이다.

## 개요
2004년 노인복지법의 개정으로 전국 시,도에 노인복지전문기관 설치가 의무화 되자 보건복지부와 제주특별자치도가 2004년 12월 제주특별자치도 노인복지전문기관을 개소하고 노인의 삶의 질 향상과 인권보호 및 권리증진의 일환으로 2007년 제주특별자치도 사회복지공동모금회와 함께 연극단 운영을 시작하였다.

## 주요 공연
- 1기 : 2007년
- 2기 : 2008년
- 3기 : 2009년
  - 11월 17일 마지막 선물[1]
- 4기 : 2011년
  - 동행(작/연출 김광흡) - 치매노인을 부양하는 가족의 갈등과 사랑[2]
- 5기 : 2012년
  - ‘쇠눈이 크덴 해도 의논이 커’[3]
- 6기 : 2013년
  - 노인학대 내용을 다룬 '어머니의 눈물'[4]
- 7기 : 2014년
  - '오해'(작가 김가영, 연출 김광흡(이어도극단 대표))[5]

## 수상
- 2009년 보건복지가족부 선정 노인복지 우수프로그램 대통령표창[6]
- 2009년 제주특별자치도 사회복지협의회 제주사회복지프로그램 최우수상[7]
- 2009년 어버이날 효행자 대통령 표창[8]